# Trolmérida
El Sistema de Transporte Masivo Trolmérida o simplemente Trolmérida (actualmente TROMERCA, Trolebús Mérida c.a.) es un sistema de transporte masivo que consiste en dos líneas de Trolebús más una tercera línea de sistema teleférico o metrocable llamado Trolcable. El proyecto fue construido en las ciudades de Mérida y Ejido en Venezuela, esto con la finalidad de proporcionar un sistema de transporte integrado para el área metropolitana que forman (adicionalmente con la ciudad de Tabay).
Es un sistema con influencia de proyectos similares como la Rede Integrada de Transporte de la ciudad de Curitiba y el Transmilenio de Bogotá en Colombia, pero adaptado para una ciudad como Mérida de relativa baja densidad demográfica, siendo el mismo el primer sistema de transporte masivo en ser construido en una ciudad de menos de 500.000 habitantes en Latinoamérica (Sin embargo, sus unidades de transporte son insuficientes para el alto nivel de usuarios que usan el servicio).
Este sistema de transporte se caracteriza por ser integral, ya que cuenta con sistemas de paradas, señalización e información, semaforización vehicular y peatonal, suministro eléctrico, telecomunicaciones y cobro de pasajes, además de funcionar como un medio turístico de transporte ya que su diseño de amplias ventanas panorámicas permite la visualización de los distintos parajes naturales que rodean y conforman a ambas ciudades, sumado a que la ruta permite la movilización entre emblemáticas paradas turísticas de la metrópolis andina.

## Historia
La ciudad de Mérida ubicada al Occidente de Venezuela, enclavada en la cordillera de los Andes, por razones geográficas y viales entre otras, requería un Sistema Integral de Transporte Masivo que ayudara a su desarrollo económico, productivo y turístico.
En 1997, los entes gubernamentales del estado empezaron a estimar que sería necesario establecer una nueva política de servicio en los transportes públicos en la ciudad de Mérida.  Luego de distintos estudios y la consideración de diferentes proyectos tecnológicos opciones de solución (entre ellos uno muy importante y destacado como el Tren Electromagnético, TELMAG, auspiciado por un grupo de investigadores de la Universidad de Los Andes (Venezuela) dirigidos por el Prof. Dr. Alberto Serra-Valls, cuya propuesta ofrecía un bajo impacto ambiental al no producir deforestación, ni daños ecológicos y poca intervención en las rutas viales) y tras una licitación pública para atender estas nuevas necesidades, se optó por establecer una nueva red de trolebús articulados de motorización dual (un motor eléctrico y un motor de combustible diésel).
Independientemente de las ventajas y desventajas del sistema seleccionado y las discusiones que suscitan su implementación, la puesta en funcionamiento de un nuevo sistema de transporte supondría la contribución a la mejoría en el tráfico automotor de la ciudad, donde se busca, en virtud de ser una ciudad de gran atractivo paisajístico, la no generación de contaminación acústica ni ambiental, bajo un tratamiento de carácter urbanístico de bajo impacto.  Supondría un ordenamiento de las rutas de transporte relativo al buen servicio y seguridad, así como la definición de paradas o estaciones, que el usuario debe respetar, eliminando la anarquía del tráfico rodado.
La adjudicación del concurso se dio a conocer solo en 1999, recayendo en la UTE (Unión Transitoria de Empresas) formada por Dragados y Construcciones S.A., Bombardier Transportation S.A., SICE S.A., CYMI, DYCVENSA y Mercedes Benz España S.A. Las obras se iniciaron en el 2001, y después de años de trabajos la inauguración de la primera etapa se concretó en junio de 2007 y la segunda etapa en 2012.

## Líneas

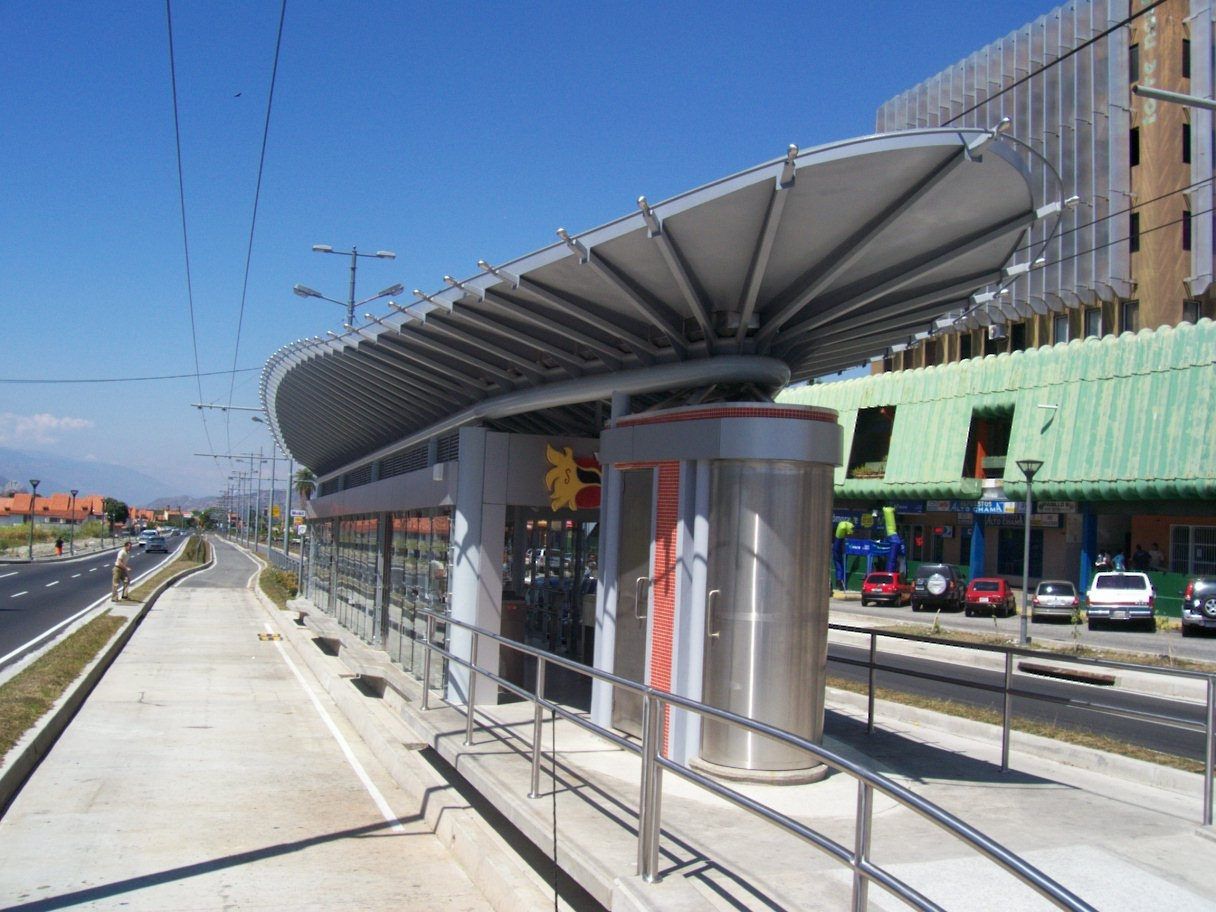
Estación Alto Chama de la Línea 1.

Este sistema de trolebús está proyectado para atravesar todo el conjunto metropolitano (Ejido - Mérida - Cuenca del Chama) a través de tres líneas o rutas principales:
- Línea 1 Terminal de Ejido - Los Conquistadores: es la primera en ser proyectada y construida de forma parcial desde su inicio el 6 de marzo de 2001, culminación e inauguración de la Primera fase el 18 de junio de 2007, culminación de la Segunda fase el 22 de febrero del 2012,[cita requerida] va desde la estación "Terminal Ejido" en Ejido hasta la estación "Los Conquistadores" en Mérida, con un recorrido total de 18,2 km, cubriendo las avenidas Centenario, Monseñor Chacón, Andrés Bello, Enlace vial Alexander Quintero, 16 de septiembre, Don Tulio Febres Cordero, Paseo Domingo Peña.

- Línea 2 Los Conquistadores - La Hechicera: aunque aún se encuentra en fase de diseño, se espera que cubra una distancia aproximada de 12 km, que unirá la distancia que separa Paseo la Feria hasta el Núcleo de la Hechicera; recorriendo una de las arterias viales más importante de la ciudad, la avenida Las Américas, continuando su paso por el casco central de la ciudad, Viaducto Campo Elías, Las Américas, Alberto Carnevali y el sector La Hechicera.

- Línea 3 Los Conquistadores (Meseta de Mérida) - San Jacinto (Cuenca del Chama): consiste en un sistema de Metrocable que conecta las poblaciones distribuidas a lo largo de la cuenca del Chama con la meseta de Mérida y el centro de la ciudad.  Comprende un recorrido de aproximadamente 3 km de longitud que se estima será cubierto en unos 3 min, el cual fue puesto en funcionamiento el 14 de diciembre del 2012.[cita requerida]

- Línea 4 Los Conquistadores - Redoma El Acuario:

- Línea 5 Los Conquistadores - Redoma J.J. Osuna:

## Estaciones

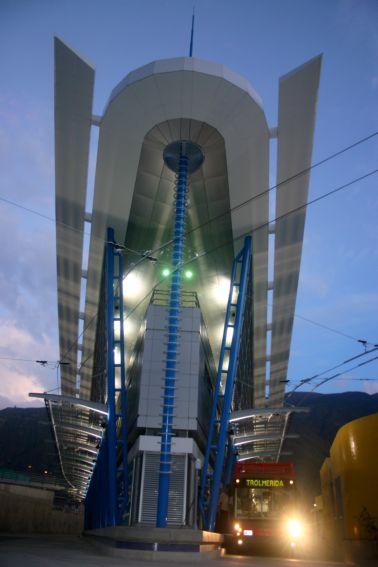
Estación Terminal Ejido de la Línea 1, la principal y más grande hasta los momentos.

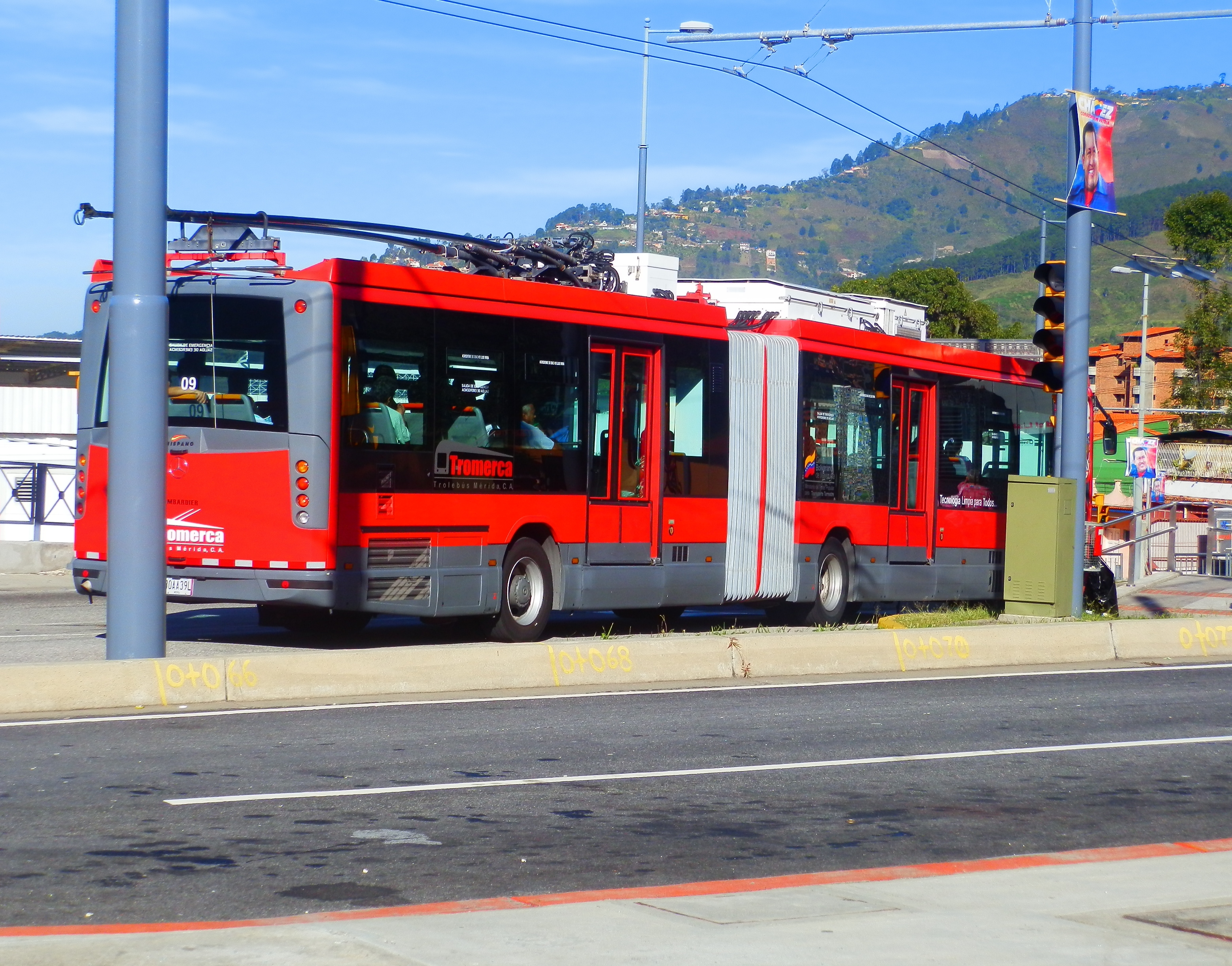
Unidad transportando pasajeros hacia una estación

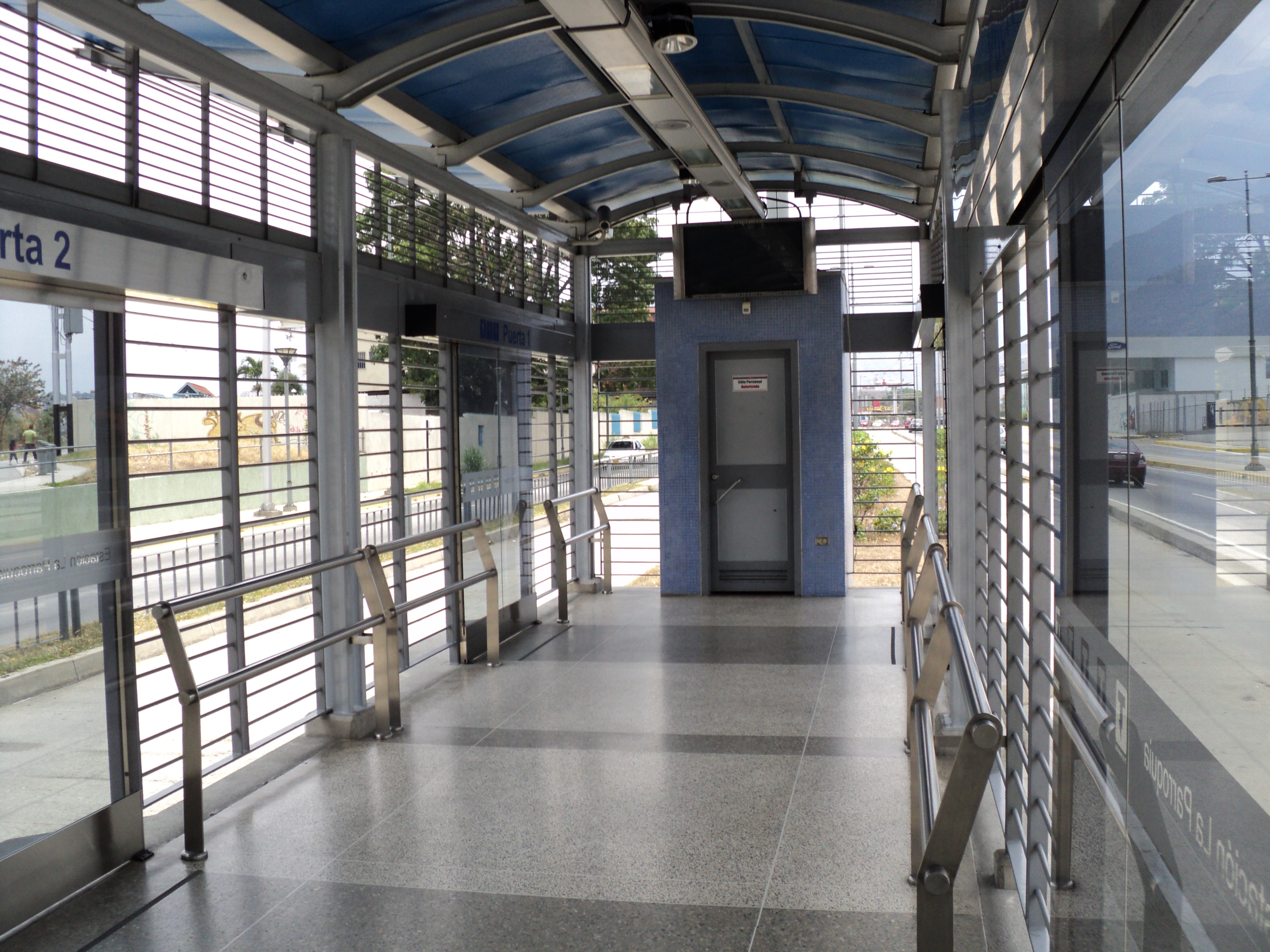
Estación La Parroquia de la Línea 1

### Línea 1
| Primera Fase - Terminal de Ejido (Estación intermodal y Terminal de Rutas Alimentadoras) - Pozo Hondo - Centenario - Montalbán - Las Cruces - Pan de Azúcar - La Parroquia - La Mara - Alto Chama - Carrizal - Museo de Ciencias - Las Tapias - El Acuario - San Antonio - Pie del Llano | Segunda Fase - Santa Juana - Soto Rosa - María Mazzarello - Campo de Oro - Hospital Universitario - Mercado Periférico (estación intermodal) | Tercera Fase - Luis Ghersy - Facultad de Medicina - Universidad - Domingo Peña (estación intermodal y conexión con Línea 3, 4 y 5) |

### Línea 2
- Las Américas
- Sor Juana Inés
- U.N.A.
- Plaza de Toros
- Los Próceres
- Domingo Salazar
- Fundacite
- Los Chorros
- Núcleo La Hechicera

### Línea 3
- Domingo Peña (estación intermodal, conexión con Línea 1, 2, 4 y 5  y Rutas 08 El Valle - La Culata y 09 Laguna de Mucubají)
- San Jacinto (estación intermodal y conexión con las rutas 10 Don Perucho, 11 La Joya y 12 Chamita)

### Línea 4
(en proyecto)
- Redoma Campo Elías
- El Campito
- Pompeya
- Mercado Principal
- Seguro Social
- Terminal
- Santa Bárbara
- La Humbolt
- Belenzate
- Redoma El Acuario

### Línea 5
(en proyecto)
- Alto Prado
- Los Sauzales
- IPAS
- Ezio Valeri
- IMPRADEM
- Mocotíes
- Pie de Monte
- Zona Industrial Los Andes
- Oficinas del IVSS
- La Inmaculada
- Puente La Pedregoza
- La Floresta
- Puente de Guerra
- Guardia Nacional
- Redoma J.J. Osuna

## Unidades

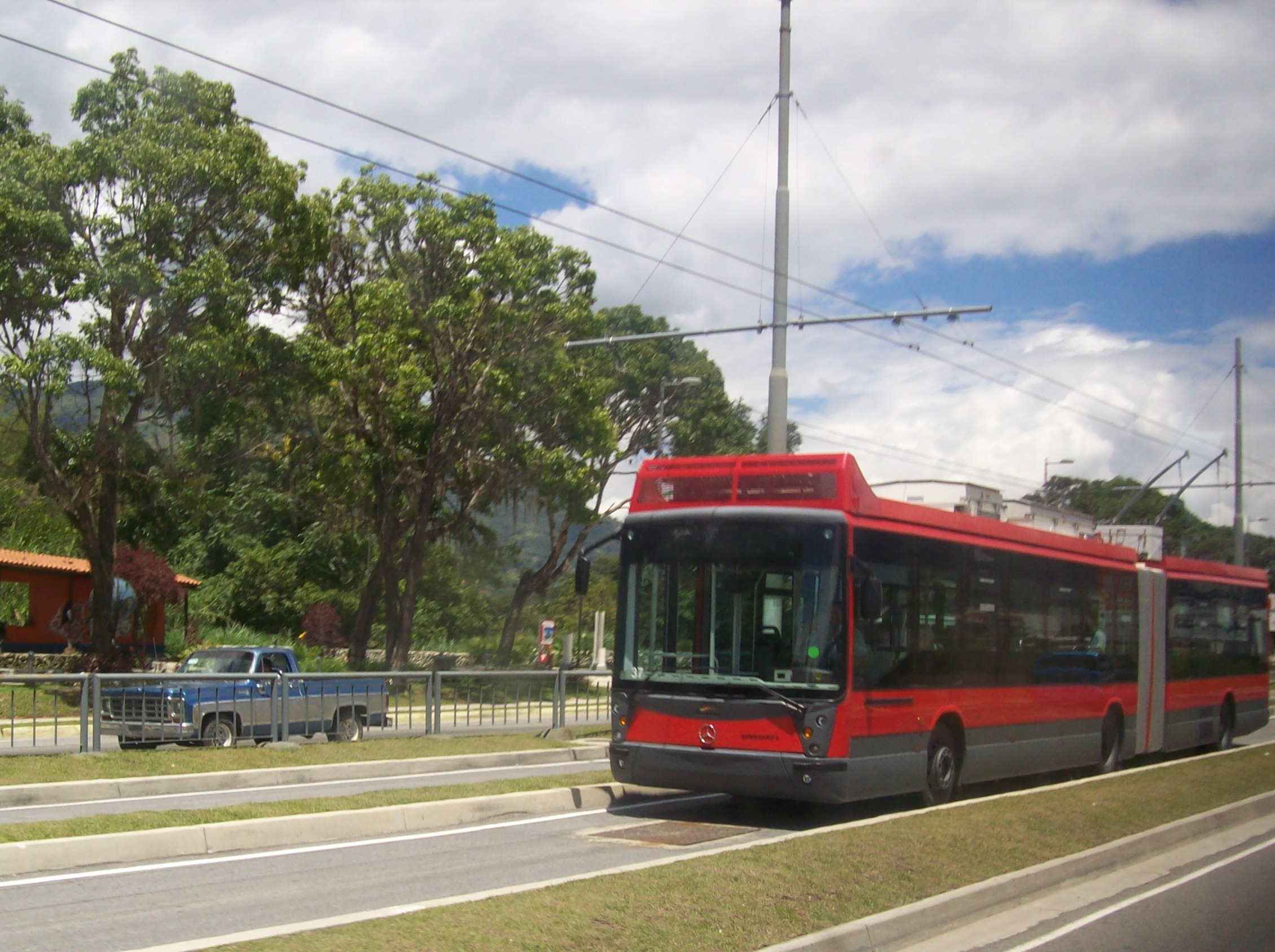
Unidad recorriendo la Av. Andrés Bello en sentido Sur entre las Estaciones San Antonio y El Acuario.

Las unidades fabricadas para el trolebús de Mérida son de origen español, hechas por la compañía alemana Mercedes-Benz con carrozado de la aragonesa Hispano Carrocera. La línea contara con 45 de estas unidades con una capacidad de 90 personas.
Las unidades fabricadas para el trolcable fueron fabricadas por la empresa CWA y adaptadas al sistema Doppelmayr (la misma que instaló y fabricó el sistema del Teleférico de Caracas), construidas de aluminio que funcionan con un sistema de cableado eléctrico, conectadas por diversas torres hechas de acero y concreto armado, cada cabina tendría iluminación interna, un sistema de comunicación y una capacidad aproximada para 8 personas.
A partir del año 2012 se incluyeron unidades de buses marca Yutong, unidades que se adquirieron en el marco del convenio bilateral entre la República Bolivariana de Venezuela y la República Popular China. Esta flota cuenta con características como 11,8 metros de longitud, aire acondicionado, ventanas panorámicas, 40 asientos de uso preferencial y no preferencial, así como capacidad para movilizar a 80 pasajeros en cada una de ellas.[cita requerida]

## Terminal de Rutas Alimentadoras
La Terminal de Rutas Cortas o Rutas Alimentadoras de Ejido fue inaugurada el día 5 de abril del 2013[cita requerida] como parte del proyecto de Terminal de rutas cortas del área metropolitana de Mérida propuesto con la finalidad de disminuir el tránsito vehicular interno de la mencionada conurbación al reubicar las líneas extraurbanas en una terminal periférica que a su vez se conectaría con el Sistema de Transporte Masivo Trolebús de Mérida. Pero el proyecto fue modificado al incorporar un sistema de buses exclusivo de la compañía estatal TROMERCA denominado BUS-Mérida, con rutas intermunicipales dotadas de sensibilidad social que permitirán mejorar la movilización de los viajeros frecuentes desde todas las poblaciones regionales hasta la capital Merideña.[cita requerida]
Tras la puesta en funcionamiento de la línea 3 del Sistema de Transporte Masivo Trolmérida la empresa estatal TROMERCA inauguró el Terminal de Rutas Internas del Valle del Chama así como el Terminal de Rutas Alimentadoras del Trolcable: las primeras son prestadas por líneas comerciales de transporte urbano mientras que la segunda es prestada por el Sistema de Transporte Terrestre BusMérida, que cuenta con 2 rutas.

### BúsMérida
El Sistema de Transporte Masivo "BUSMÉRIDA" consiste en 8 rutas de Metrobús que forman parte de la Misión Transporte del Ministerio del poder popular para el Transporte, sirven como sistema de alimentación a las líneas Trolebús de Mérida (con salida desde el Terminal de Rutas Cortas de Ejido) y Trolcable de Mérida (con salidas desde el Terminal de Rutas Internas del Chama en San Jacinto y Estación Domingo Peña):
- Ruta 01: Ejido - Las González.
- Ruta 02: Ejido - La Mesa de Los Indios.
- Ruta 03: Ejido - Jají.
- Ruta 04: Ejido - El Vigía.
- Ruta 05: Ejido - Santa Cruz de Mora.
- Ruta 06: Ejido - Tovar.
- Ruta 07: Ejido - Mucujepe - Guayabones - Santa Elena de Arenales - El Pinar - Tucani - Nueva Bolivia - Arapuey.
- Ruta 08: Mérida (Estación San Jacinto) - Tabay - Mucurubá - Mucuchíes - San Rafael de Mucuchíes - Apartaderos - Laguna de Mucubají.
- Ruta 09: Mérida (Estación Domingo Peña) - El Valle - La Culata (Parroquia Gonzalo Picón).
- Ruta 10: San Jacinto - Don Perucho (Parroquia Arias).
- Ruta 11: San Jacinto - La Joya (Parroquia Arias).
- Ruta 12: San Jacinto - Chamita (Parroquia Jacinto Plaza).

Así mismo, se estableció una Ruta Expresa:
- Terminal de Ejido - Mérida: ruta expresa que permite traslado directo haciendo parada solo en las estaciones Pozo Hondo, Centenario, Pie del Llano y Mercado Periférico.[cita requerida]

### Mukumbari
El Sistema de Transporte Turístico "MUKUMBARI" es administrado por las empresas TROMERCA y MUKUMBARI bajo una alianza estratégica de los Ministerios para el Transporte y Turismo respectivamente, conformado por 5 rutas de Metrobús con propósitos turísticos y recreativos con salidas desde las Plazas Las Heroínas y Domingo Peña, en donde se ubican las Estaciones Barinitas del Sistema Teleférico de Mérida y Los Conquistadores del Sistema Trolcable de Mérida respectivamente:
- Ruta 01: Plaza Domingo Peña (Estación Los Conquistadores) - Viaducto Campo Elías - Corredor vial Los Próceres.
- Ruta 02: Plaza Domingo Peña (Estación Los Conquistadores) - Viaducto Campo Elías - Corredor vial Los Américas.
- Ruta 03: Plaza Domingo Peña (Estación Los Conquistadores) - Centro - Corredor vial Urdaneta-Andrés Bello.
- Ruta 04: Plaza Las Heroínas (Estación Barinitas) - El Valle - La Culata.
- Ruta 05: Plaza Las Heroínas (Estación Barinitas) - Los Llanitos de Tabay - Tabay.